# José María Aguilar (dirigente)
José María Aguilar (Buenos Aires, Argentina, 25 de septiembre de 1962) es un exdirigente del fútbol argentino que se desempeñó como presidente del Club Atlético River Plate.

## Presidencia

### Primer mandato
En 2001, fue vencedor en las presidenciales del club con 4815 votos (56 %) frente a Hugo Santilli (expresidente) quien logró el 40,5 % de los 8575 sufragios emitidos.
Habiendo heredado un plantel rico en figuras, en su primer mandato River logró 3 campeonatos: Clausura 2002 (con Ramón Díaz), Clausura 2003 (con Manuel Pellegrini) y Clausura 2004 (con Leonardo Astrada).

### Segundo mandato
El sábado 3 de diciembre de 2005 Aguilar logró su reelección frente a David Pintado (expresidente del club), Alfredo Davicce (expresidente del club), Luis Corsiglia (en la actualidad director del BCRA) y Daniel Kiper (abogado). Los resultados de la elección interna fueron los siguientes: Aguilar (51,96 %), Davicce (17,54 %), Pintado (15.67 %), Kiper (7,3 %) y Corsiglia (7,18 %).
Los resultados deportivos fueron relativamente pobres, llevando una sequía de más de 4 años de títulos locales e internacionales (incluida una eliminación en primera fase de la Copa Libertadores 2007). Posteriormente, el equipo se recuperó, consiguiendo el Clausura 2008, a pesar de lo cual muchas críticas persistieron.[cita requerida]
En el Apertura 2008 River tuvo el peor desempeño de su historia, quedando último en la tabla de posiciones y agudizando la ya profunda crisis política e institucional. Esto motivó numerosas críticas de los socios hacia los máximos dirigentes del club. A mediados del año 2009, salió a la luz un audio donde el periodista y conductor Alejandro Fabbri habla sobre una «censura velada» del grupo Clarín, a partir de la cual no se podría criticar al presidente Aguilar.
El mandato de Aguilar terminó a fines de 2009, cuando se realizaron elecciones en las cuales no se presentó para la reelección. Dejó al club en una situación crítica en lo deportivo y económico, con una deuda de 75 millones de dólares.

### Escraches
En 2011, se registró uno de los primeros «escraches» de simpatizantes riverplatenses cuando el exdirigente, José María Aguilar, se dirigió a votar en las elecciones nacionales. En 2012 se registró un nuevo escrache en Praia do Forte, Bahía, Brasil, donde fue insultado y amenazaron con agredirlo físicamente.

### Resultados electorales

#### 2001
| Candidato                   | Candidato                   | Agrupación                         | Votos | %      |
| --------------------------- | --------------------------- | ---------------------------------- | ----- | ------ |
|                             | José María Aguilar          | Frente Riverplatense de sus Socios | 4 815 | 55,98% |
|                             | Hugo Santilli               | Acuerdo Riverplatense 2001         | 3 478 | 40,44% |
|                             | Carlos Lancioni             | Agrupación Tradicional River Plate | 267   | 3,1%   |
| Total de votos válidos      | Total de votos válidos      | Total de votos válidos             | 8 575 | 99,52% |
| Votos nulos y blancos       | Votos nulos y blancos       | Votos nulos y blancos              | 41    | 0,48%  |
| Total de mesas              | Total de mesas              | Total de mesas                     | 30    | 30     |
| Total de sufragios emitidos | Total de sufragios emitidos | Total de sufragios emitidos        | 8 601 | 100%   |

#### 2005
| Candidato                   | Candidato                   | Agrupación                         | Votos | %      |
| --------------------------- | --------------------------- | ---------------------------------- | ----- | ------ |
|                             | José María Aguilar          | Frente Riverplatense de sus Socios | 3 938 | 51,96% |
|                             | Alfredo Davicce             | River Mundial                      | 1 329 | 17,54% |
|                             | David Pintado               | Triángulo Riverplatense            | 1 188 | 15,67% |
|                             | Daniel Kiper                | Unidos por River                   | 557   | 7,35%  |
|                             | Luis María Corsiglia        | River total                        | 544   | 7,18%  |
| Total de votos válidos      | Total de votos válidos      | Total de votos válidos             | 7 556 | 99,7%  |
| Votos nulos y blancos       | Votos nulos y blancos       | Votos nulos y blancos              | 23    | 0,3%   |
| Total de mesas              | Total de mesas              | Total de mesas                     | 30    | 30     |
| Total de sufragios emitidos | Total de sufragios emitidos | Total de sufragios emitidos        | 7 579 | 100%   |

## Palmarés

### Como presidente
| Título          | Club        | País      | Año  |
| --------------- | ----------- | --------- | ---- |
| Torneo Clausura | River Plate | Argentina | 2002 |
| Torneo Clausura | River Plate | Argentina | 2003 |
| Torneo Clausura | River Plate | Argentina | 2004 |
| Torneo Clausura | River Plate | Argentina | 2008 |

## Reporte de internación
En 2018, la prensa reportó que José María Aguilar fue internado por lo que habría sido un "brote psicótico" a causa de "consumo de cocaína".